# کیت فلیتوود
کیت فلیتوود (انگلیسی: Kate Fleetwood؛ زادهٔ ۲۴ سپتامبر ۱۹۷۲) یک هنرپیشه اهل انگلستان است.

## نقش آفرینی‌ها
- ۱۹۹۶: نمایشنامه کمدی شب دوازدهم از ویلیام شکسپیر در نقش ویولا
- ۱۹۹۸: رومئو و ژولیت در نقش ژولیت
- ۱۹۹۹: ارواح از هنریک ایبسن، اجرا در تالار تئاتر سلطنتی پلیموث
- ۲۰۰۳: درد بیهوده عشق اثر ویلیام شکسپیر در نقش روزلین، اجرا در تالار ملی تئاتر لندن
- ۲۰۰۳: اتلو در نقش دزدمونا
- ۲۰۰۴: هکابه از اوریپید در نقش پلیکسنا
- ۲۰۱۰: مکبث در نقش بانو مکبث
- ۲۰۱۰: هری پاتر و یادگاران مرگ - قسمت اول در نقش مری کاترمول
- ۲۰۱۴: لیرشاه در نقش گانریل